# Wang Jingwei

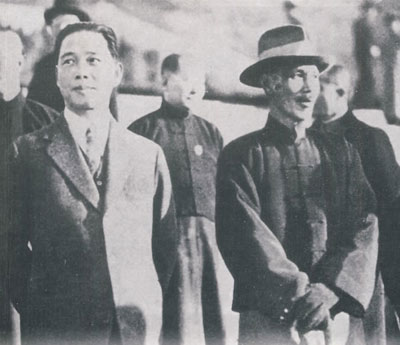
Wang en Chiang Kai-Shek (1926)

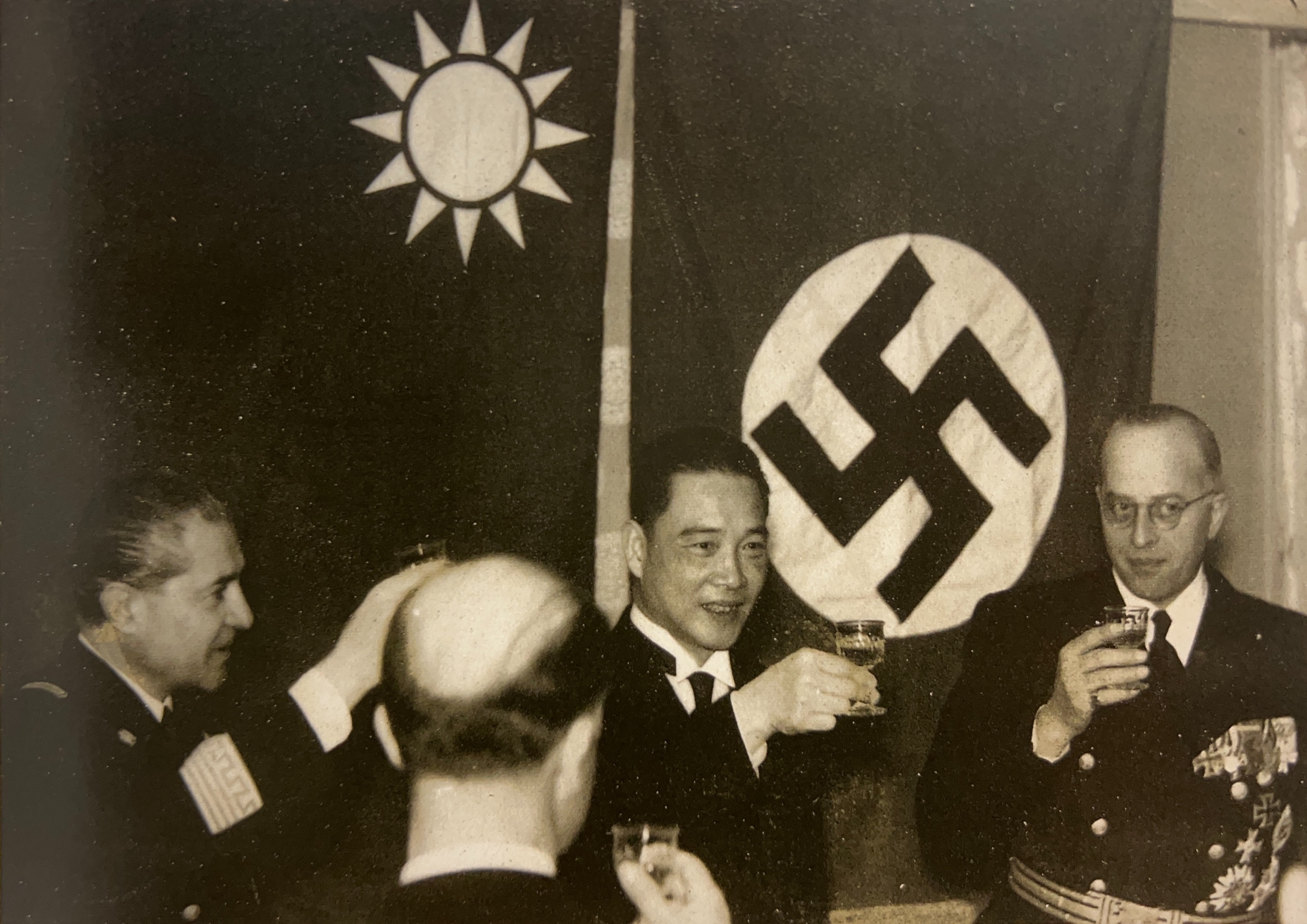
Wang Jingwei (midden) en links de vlag van de KMT (1941)

Wang Jingwei (vereenvoudigd Chinees: 汪精卫; traditioneel Chinees: 汪精衛; pinyin: Wāng Jīngwèi) (Panyu, 4 mei 1883 - Nagoya, 10 november 1944) (Jiaxiang: Zhejiang, Shanyin 浙江山阴), in het Nederlands ook wel Wāng Tsjing-Wei geschreven, was een Han-Chinees politicus en wordt door bijna alle Chinezen wereldwijd als landverrader gezien, omdat hij meewerkte aan de marionettenregering van Japans-China.

## Potentiële opvolger Sun Yat-sen
Hij steunde Sun Yat-Sen en hij werd in 1910 veroordeeld tot een levenslange gevangenisstraf wegens een poging tot moord op de regent van China. Wang kwam al in 1912 vervroegd vrij en studeerde tot 1917 in Frankrijk, waarna hij de politieke assistent werd van Sun Yat-Sen, die in 1925 overleed. Door zijn dood werd Wang voorzitter van de nationale regering. Hij bleef echter in conflict met Chiang Kai-Shek, die in de rechtervleugel zat van de nationale partij Kwomintang (KMT) en de leiding had over het leger. Wang behoorde tot de linkervleugel van die partij. 

## Relatie met Chiang Kai-Shek
Tijdens de Noordelijke Campagne (1926-1927) was Wang de leidende figuur in de linkse factie van de KMT die opriep tot verdere samenwerking met de Communistische Partij van China (CPC). Begin 1927, kort voordat Chiang Shanghai veroverde en de hoofdstad naar Nanjing verhuisde, riep Wangs factie Wuhan uit als hoofdstad van de Republiek China. Hij werkte hier nauw samen met vooraanstaande communisten zoals Mao Zedong, Chen Duxiu en de Rus Mikhail Borodin met een beleid gericht op landhervorming. Later gaf Wang de communistische agenda als reden voor zijn falen in Wuhan.
In april 1927 begon Chiang met de bloedige zuivering van communisten in Shanghai. Enkele weken daarna werd de linkse regering van Wang aangevallen en werd de stad en omgeving van communisten gezuiverd. Uit angst voor vergelding als communistische sympathisant vluchtte Wang en maakte daarmee de weg vrij voor Chiang als enige legitieme leider van de KMT en de republiek. Vanaf 1929 was Wang politiek actief tegen Chiang, maar in 1931 versloeg Chiang de oppositie regering in Guangzhou waar Wang deel van uit maakte. Na het Mukden-incident zag Chiang de noodzaak van nationale eenheid en verzoende met Wang. Wang was van 1932 tot 1935 premier voor de KMT en in 1938 plaatsvervangend leider van de KMT. In november 1935 was hij slachtoffer van een aanslag uitgevoerd door Sun Fengmin, hij werd driemaal geraakt door kogels uit een pistool. Na operaties in China vertrok hij naar Europa voor verdere behandelingen en herstel. 

## Premier van Japans-China
In 1938 keerde Wang zich af van Chiang en zocht naar vrede met Japan dat China bezet hield. De kans op een Chinese overwinning schatte hij laag in. Hij reisde naar Hanoi waar hij gesprekken met Japan aanging. Hier werd een tweede aanslag op hem gepleegd, maar deze mislukte al kwam zijn secretaris om het leven. Wang ging terug naar China en besloot met de Japanners samen te werken, hij meende in het belang van China te handelen omdat de oorlog van Chiang toch niet tot goede resultaten zou leiden. Tijdens de Tweede Wereldoorlog was Wang van 1940 tot zijn dood in 1944 premier van Japans-China, de Japanse marionettenregering in Nanjing, die hij zelf had opgericht in augustus 1939. Hierdoor wordt hij door de meeste Chinezen gezien als een landverrader en collaborateur.
Wang stierf in november 1944. Hij leed aan diabetes en aan de complicaties van de verwondingen die hij had opgelopen bij de aanslag in 1934 in Wuhan. Hij werd nog naar een ziekenhuis in Japan gebracht, maar hier overleed hij. Hij werd in Nanjing begraven, maar zijn tombe werd later door de nationalisten opgeblazen.

## Naslagwerken
- (en)  David P. Barrett en Larry N. Shyu, eds. Chinese Collaboration with Japan, 1932–1945: The Limits of Accommodation Stanford University Press (2001)
- (en)  Gerald Bunker, The Peace Conspiracy; Wang Ching-wei and the China war, 1937–1941  Harvard University Press (1972)

- Bibsys: 97006207
- Biblioteca Nacional de Chile: 000490563
- Bibliothèque nationale de France: cb120327234 (data)
- CiNii: DA05971404
- Gemeinsame Normdatei: 118806149
- International Standard Name Identifier: 0000 0001 0797 2644
- Library of Congress Control Number: n83172096
- Bibliotheek van het Japanse parlement: 00313628
- Nationale Bibliotheek van Tsjechië: jo2017969683
- Nationale bibliotheek van Australië: 36732099
- Nationale Bibliotheek van Israël: 987007275122005171
- Nationale Bibliotheek van Polen: a0000002511279
- Nederlandse Thesaurus van Auteursnamen: 140693483
- Réseau des bibliothèques de Suisse occidentale: 02-A000174905
- SNAC: w6m94r3g
- Système universitaire de documentation: 028504291
- Trove: 1439898
- Virtual International Authority File: 14785674
- WorldCat: E39PBJm4WWp8FMctgV9kkmH3cP